# 上田橋

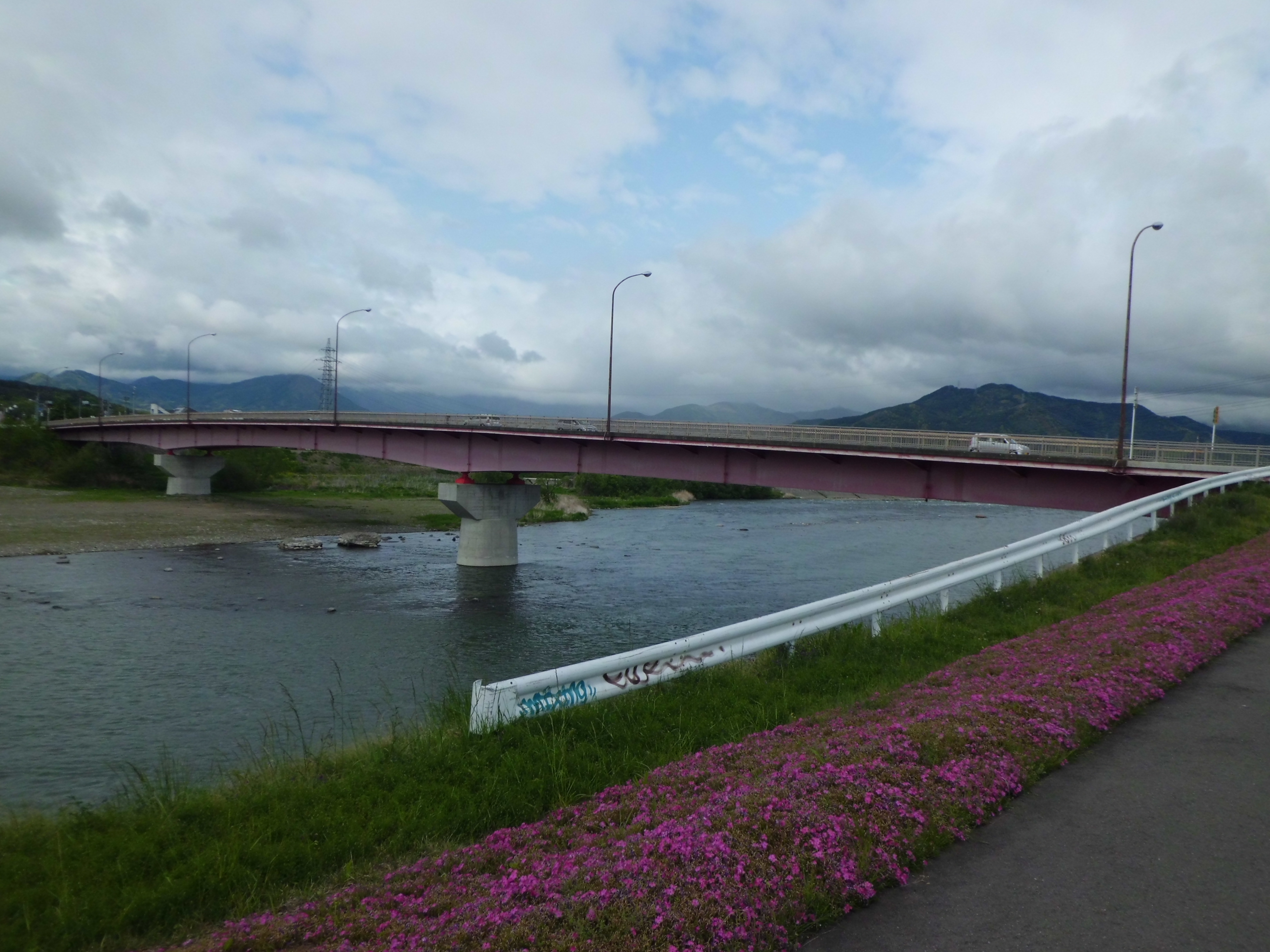
北岸（右岸）より下流方向を望む

上田橋（うえだばし）は千曲川に架かる全長207m・幅員6.5mの道路橋梁である。長野県上田市に架かる橋としては一番古い橋である。かつては国道143号の一部をなしていたが現在は長野県道77号長野上田線の一部をなしている。

## 概要
- 区間 - 長野県上田市御所（左岸） - 同県同市天神町3丁目（右岸）
- 開通日 - 1970年（昭和45年）11月3日 ※現在の橋

## 歴史
- 1890年（明治23年）3月1日 - 初代の上田橋が開通。初代は木造3連のケーソンガータープレート方式であった。
- 1892年（明治25年） - 上田橋が大雨による増水で一部損壊、不通に。
- 1895年（明治28年） - 木造5連のケーソンガータープレート方式により再建。
- 1925年（大正14年）8月7日 - 2代目の上田橋が開通。2代目は鉄骨4連ケーソンガータープレート方式であった。
- 1926年（大正15年・昭和元年） - 初代の上田橋解体される。（上記開通後も併用していた。）
- 1970年（昭和45年）11月3日 - 現在の上田橋が完成。
- 1972年（昭和47年） - 2代目の上田橋が解体される。（上記開通後も併用されていた。）

## 周辺
- 上田城史跡公園
- 上田市役所
- 上田駅
- 上田駅前ビル パレオ